# 全国FC加盟店協会
全国FC加盟店協会（ぜんこくフランチャイズかめいてんきょうかい）は、日本のコンビニエンスストアや飲食店などのフランチャイズ（FC）加盟している業者による任意団体である。英文略称・FCA。旧称・コンビニ・FC加盟店全国協議会。
FC加盟している本部（フランチャイザー）に関わらず、各加盟店（フランチャイジー）が横断的に入会している。

## 概要
FC加盟店（フランチャイジー）が系列（チェーン）を超えて団結した組織である。FC本部が優越的で不公正取引であるとし、「フランチャイズシステム法」（仮称）の制定やロイヤリティー引き下げなど、FC加盟店の権利確保を要求している。
- 団体データ
  - 総会 - 最高意思決定機関。年一回開催。
  - 理事会 - 会長・副会長・事務局長・会計・理事。総会決議にもとづいて具体的事項を決定する。
  - 三役会 - 会長・副会長・事務局長・会計。理事会から理事会の間の会務を行う。
  - 支部数：16
  - 会費：月額2000円（年間24000円）
  - 「フランチャイズチェーン研究センター」を全国商工団体連合会（全商連）と学者・研究者の3者共同で組織している。
  - 「全国中小業者団体連絡会」（全中連）を構成している一つの団体。「全国中小業者団体連絡会」は他に、全国商工団体連合会（全商連）、全国保険医団体連合会（保団連）、全国貸本組合連合会と31の地域連絡会が参加する。

## 沿革
- 1998年（平成10年）4月15日 - 日本24都道府県・22チェーンのコンビニエンスストア店主・オーナーなどによって「コンビニ・FC加盟店全国協議会」結成。
- 2003年（平成15年）11月 - 「全国FC加盟店協会」と名称変更
- 2005年（平成17年）2月22日 - 規約を度外視して東京・神奈川・埼玉・千葉の支部を「首都圏支部」に統合